# Waza Khwah (distrikt)
Waza Khwah är ett distrikt i Afghanistan. Det ligger i provinsen Paktika, i den centrala delen av landet, 270 kilometer söder om huvudstaden Kabul. Administrativ huvudort är Waza Khwah.
Distriktet beräknades år 2022 ha cirka 48 000 invånare.